# Großer Pinselschwanzbeutler

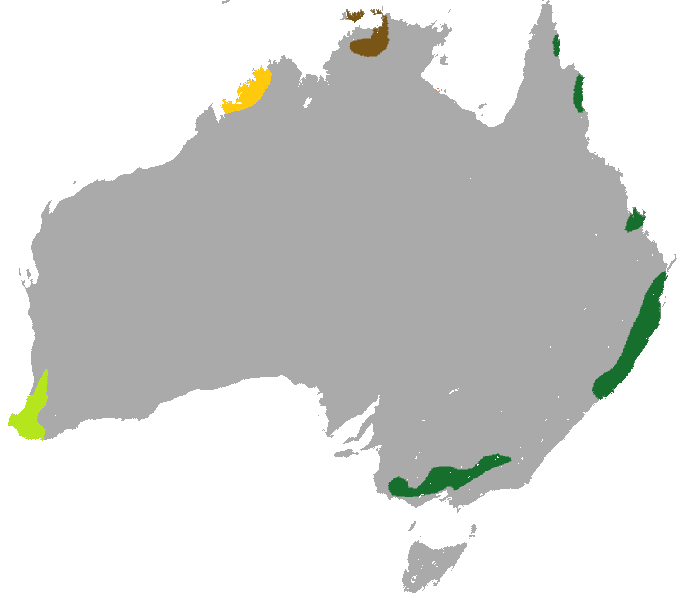
Gelb, hell- und dunkelgrün, das Verbreitungsgebiet der drei Unterarten des Großen Pinselschwanzbeutlers. Im braun markierten Gebiet lebt der Nördliche Pinselschwanzbeutler.

Der Große Pinselschwanzbeutler (Phascogale tapoatafa), auch Große Pinselschwanz-Beutelmaus genannt, ist ein mittelgroßer Vertreter aus der Familie der Raubbeutler. Er kommt in verschiedenen, voneinander isolierten Gebieten in ganz Australien vor.

## Unterarten und Verbreitung
Der Große Pinselschwanzbeutler wird seit Ende 2015 in drei Unterarten geteilt, die sich anhand ihrer Größe und einiger Schädelmerkmale unterscheiden lassen.
- Phascogale tapoatafa tapoatafa, südöstliches Australien bis zum mittleren Queensland.
- P. tapoatafa wambenger, südwestliches Australien.
- P. tapoatafa kimberleyensis, Kimberleyregion im Nordwesten von Western Australia.
- Die Großen Pinselschwanzbeutler der Kap-York-Halbinsel müssen eventuell einer vierten, bisher nicht beschriebenen Unterart zugerechnet werden. Allerdings gibt es von dieser Population zu wenige Exemplare in den Sammlungen der zoologischen Museen, um dies sicher zu bestätigen.

Der Nördliche Pinselschwanzbeutler (Phascogale pirata), der früher dem Großen Pinselschwanzbeutler als Unterart zugerechnet  wurde, bildet jetzt eine eigenständige Art.

## Merkmale
Im Bundesstaat Victoria haben die Männchen des Großen Pinselschwanzbeutlers eine Kopf-Rumpf-Länge von 16 bis 26 cm, einen 17,5 bis 23,4 cm langen Schwanz und wiegen 175 bis 311 g. Weibchen bleiben mit Kopf-Rumpf-Längen von 14,8 bis 22,3 cm, Schwanzlängen von 16 bis 22,6 cm und einem Gewicht von 106 bis 212 g deutlich kleiner. In den übrigen Verbreitungsregionen sind die Tiere 20 bis 30 % kleiner. Die Tiere haben eine graue Rückenfärbung und ein cremefarbenes Bauchfell. Die Ohren sind haarlos. Der hintere Schwanzabschnitt der Tiere ist schwarz und buschig.

## Lebensraum und Lebensweise
Der Große Pinselschwanzbeutler lebt in Regenwäldern, trockenen, offenen Hartlaubwäldern mit wenig Unterwuchs, Mallee und offenen Buschgebieten. Sie gehören zu den am meisten an eine baumbewohnende (arboreale) Lebensweise angepassten Raubbeutlern, sind nachtaktiv, sehr agil und können bis zu 2 Meter weit springen. Den Tag verschlafen sie in einem Kugelnest aus Blättern und Zweigen, welches in einer Baumhöhle oder im tiefen Buschwerk angelegt wird. Ihre Hinterfüße können in einem Winkel von 180° um die Ferse bewegt werden, wodurch die Tiere an Baumstämme sowohl hoch als auch hinunter oder spiralförmig um sie herum rennen können. Die Männchen beanspruchen große Territorien, oft mehr als 100 ha, und verteidigen sie aggressiv gegen andere Männchen. Die Territorien der Weibchen sind mit 20 bis 40 ha, in günstigen Habitaten sogar nur 5 ha, sehr viel kleiner. Die vor allem aus großen Insekten und Spinnen bestehende Beute der Große Pinselschwanzbeutler fangen sie vor allem auf der Baumrinde oder indem sie lockere Rindenstücke lösen. Außer Gliederfüßern fressen sie bei Gelegenheit auch kleine Wirbeltiere.

## Fortpflanzung
Die Fortpflanzung findet in einem dreiwöchigen Zeitraum zwischen Mitte Mai und Anfang Juli statt. Die Tiere paaren sich typischerweise in einem Nest in einer Baumhöhle. Die Männchen sterben nach der Paarung. Die Gründe hierfür liegen in dem erhöhten Ausstoß von Stresshormonen und dem darauf folgenden körperlichen Verfall während der Paarungszeit. Die Trächtigkeitsdauer liegt bei etwa 30 Tagen. Die Weibchen bekommen in den meisten Fällen acht Jungtiere, was der Zahl der Zitzen entspricht. Weibchen haben keinen richtigen Beutel, vor der Geburt entwickeln sich aber Hautfalten um die acht Zitzen, die den Nachwuchs schützen sollen. Die Hautfalten umgeben die Jungtiere zunächst vollständig, durch ihr rasches Wachstum ragen sie aber ab der fünften Lebenswoche leicht aus den Hautfalten heraus. Ab der siebten Lebenswoche verlässt das Weibchen das Nest zur Futtersuche ohne die Jungtiere, kehrt aber alle paar Stunden zurück, um sie zu säugen und zu wärmen. Mit einem Alter von 20 Wochen sind die Jungtiere entwöhnt. Die meisten Weibchen bekommen nur einmal in ihrem Leben Jungtiere, wenige gebären zweimal. Maximal werden die Weibchen drei Jahre alt.

## Gefährdung und Schutzmaßnahmen
Die IUCN stuft den Großen Pinselschwanzbeutler als Near Threatened (potenziell gefährdet) ein, die Kimberleyunterart (P. t. kimberleyensis) als stark gefährdet (Endangered). Die Gründe dafür sind die Zerstörung des Lebensraums durch Bergbau, Holzeinschlag, die Ausbreitung menschlicher Siedlungen und die Nachstellung durch eingeschleppte Räuber wie Hauskatzen und Rotfüchse. Vor der europäischen Besiedlung des australischen Kontinents war die Art viel weiter verbreitet und bewohnte den größten Teil des Südwestens und des Südostens von Australien sowie einen größeren Bereich der Kimberleyregion als heute.